# حلقي احتكاكي مجهور

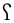

حلقي احتكاكي مجهور (بالإنجليزية: Voiced pharyngeal fricative)، صامت حلقي احتكاكي مجهور مستخدم في العديد من اللغات المحكيّة، يرمز له بالأبجديّة الصوتيّة الدوليّة بالرمز (ʕ)، وبأبجدية مناهج تقييم الكلام الصوتية الموسعة بالرمز (?\)، في الأبجدية العربية يقابله الحرف (ع).

## ملامح الصوت
الملامح المميزة للصامت الحلقي الاحتكاكي المجهور:
1. مخرج الصوت احتكاكي، وهذا يعني أنّ الصوت ينطق بواسطة دفع الهواء عبر ممر ضيق في موضع النطق.
2. صفة الصوت حَلْقِيَّة ، وهذا يعني أنّ الصوت ينطق بواسطة انحناء الجزء الخلفي من اللسان وملامسته الغشاء الخلفي لبلعوم.
3. الصفة اللفظية مجهور، وهذا يعني أنّ الحبال الصوتيّة تهتز أثناء نطق الصوت.
4. صامت شفتاني، وهذا يعني أن الهواء يخرج من خلال الفم فقط.
5. تقنية تدفق الهواء رئويّة، وهذا يعني أنّ الصوت ينطق الحرف عن طريق دفع الهواء بواسطة الرئتين والحجاب الحاجز فقط، كمعظم الأصوات تقريباً.

## ظهور الصوت
| اللغة    | اللغة        | الكلمة    | أصد       | المعنى          | ملاحظات                                               |
| -------- | ------------ | --------- | --------- | --------------- | ----------------------------------------------------- |
| عربية    | عربية        | عالم      | [ʕaːlam]  | 'عالم'          |                                                       |
| أمازيغية | لهجة قبائلية | ɛemmi     | [ʕəmːi]   | 'عمي '          | غالباً ما يستبدل بالصوت /â/ في معظم اللهجات الأمازيغية |
| شيشانية  | شيشانية      | Ӏан / jan | [ʕan]     | 'شتاء'          |                                                       |
| عبرية    | عبرية        | עִבְרִית     | [ʕivˈɾit] | 'اللغة العبرية' | فقط في اللهجات المزاريحية                             |
| كردية    | كردية        | ‘ewr      | [ʕɑwr]    | 'غيمة'          | في كلا اللهجتين الصورانية والكرمنجانيّة                |
| صومالية  | صومالية      | caadi     | [ʕaːdi]   | 'عادي'          |                                                       |
| سريانية  | طورية        | {ܐܰܪܥܳܐ     | [arʕo]    | 'أرض'           | في غالبية اللهجات السريانية الشرقية لا ينطق الصوت /ʕ/ |